# Ordynariat wojskowy na Litwie
Ordynariat wojskowy na Litwie – rzymskokatolicka diecezja wojskowa ze stolicą w Wilnie, na Litwie. Należą do niej członkowie litewskiego wojska i policji oraz ich rodziny wyznania rzymskokatolickiego.
Ordynariat polowy erygował na mocy konstytucji apostolskiej Christi discipuli papież Jan Paweł II 25 listopada 2000. Od 2004 r. katedrą polową ordynariatu jest kościół św. Ignacego w Wilnie. Kościołami garnizowymi są również św. Michała Archanioła w Kownie i św. Kazimierza w Olicie.

## Ordynariusze
- Eugenijus Bartulis (2000–2010)
- Gintaras Grušas (2010–2013)